# 松長誠
松長 誠（まつなが まこと）は、日本の作曲家。教員として働きながら、合唱曲や器楽教材の作曲を手がける。2025年現在、埼玉県内公立小学校の音楽教諭を務める。

## 経歴
埼玉県生まれ。埼玉県立川越高等学校卒業。東京学芸大学教育学部 G類（音楽科）作曲専攻卒業。教育委員会指導主事を経て、所沢市内小学校に着任。
ICT機器を活用した授業研究を行い、雑誌『教育音楽』ではICTを用いた授業計画の連載を担当。また、YouTubeチャンネル「松長誠 デジタル音楽室」にて、授業に使える指導動画を配信している。
小学校の記念歌や、宮城県登米市市民歌（2015年2月制定）の作曲を手がけ、2018年には、信州大学の創立70周年記念歌の作曲公募で、227件の応募の中から松長の作品が採用された。令和7年愛知県瀬戸市立みつば小学校校歌作曲。
セルゲイ・ラフマニノフをはじめ、アレクサンドル・スクリャービン、ルートヴィヒ・ヴァン・ベートーヴェン、YOSHIKI、佐藤直紀の影響を受けている。

## 受賞
- 平成28年度（2016年）埼玉県はつらつ優秀教職員表彰[6]
- 令和2年度（2020年）文部科学省優秀教員表彰

## 作品
小学生のためのソングブック「＃どんな時も歌を忘れない」収録曲
- どんな時も歌を忘れない
- ひとつの勇気（作詞：渡瀬昌治）
- 未来目指して
- 一歩踏み出す
- 未来につなげ～記念日に歌う歌～
- いつまでも ずっと
- あの樹をあおげば～卒業式全校合唱のために～
- 永遠に心に
- 卒業の季節
- 今、卒業の時！

小学生のためのクラス合唱新曲集 「僕はアスリート」収録曲
- 心のキャッチボール （作詞：神詩音）
- 僕の道しるべ

その他
- いつまでも
- みんなでサンバ
- みんながいるさ
- ずっと ともだち
- カウントダウン
- 心
- 未来へと
- 東っ子の歌（飯能市立加治東小学校）
- 卒業の日に（作詞：上野原市立秋山小学校 平成30年度卒業生＆和智宏樹）
- 今、進もう
- 最後の1年
- 友達でいよう
- 明日に…
- send our song ～ 伝えたい想い（さいたま市立海老沼小学校）
- 大いちょうのように（所沢市立小手指小学校）
- なかま
- ありがとう
- はじめよう 音楽会を！
- 所沢市少年少女合唱団 団歌
- この想い この絆
- 歌は心のメッセンジャー（作詞：渡瀬昌治）
- 僕の道しるべ(作詞：神詩音）
- 心のキャッチボール(作詞：神詩音）
- ステップ、スキップ、ジャンプ（作詞：渡瀬昌治）
- 永遠に響け
- 描く未来へと
- 竹とんぼ（ふじみ野市立上野台小学校）
- だから僕らは歌うんだ
- 夢を語ろう(作詞：神詩音）
- 伝えよう 歌を この絆を（川崎市立宮内小学校 開校60周年記念）
- 卒業の今
- こころはれるといいね
- 信州大学歌
- 夢へと続く道へ
- 卒業の日
- 卒業に寄せて
- 大空の下で（川崎市立宮前小学校 100周年記念）
- メッセージ
- 心つなぐ歌（作詞：神詩音）
- みんなで歌おう
- 飯能市立開校40周年記念歌
- 勇気をなくした君へ
- きっと明日は晴れる / ともに歌おう
- えがおのはじまり（作詞：岩井智宏）
- 紡ぐ
- わたしたちの街（瀬戸市立にじの丘学園）
- ぼくの一歩
- おととひと（作詞：岩井智宏）
- 愛知県瀬戸市立みつば小学校校歌

## 著書
単著
- 『小学生のためのソングブック #どんな時も歌を忘れない』

共著
- 『音楽の授業でタブレットをどう使う? 音楽指導ブック』
- 『「教える」から「学びを深める」うた授業へ』
- 『音楽授業の見方・考え方　成功の指導スキル&題材アイデア』
- 『音楽授業のICT活用』

## 記事
- 小学館・みんなの教育技術「音楽会を成功させる３つのポイント」（2023年9月23日）[11]